# 바쿠스

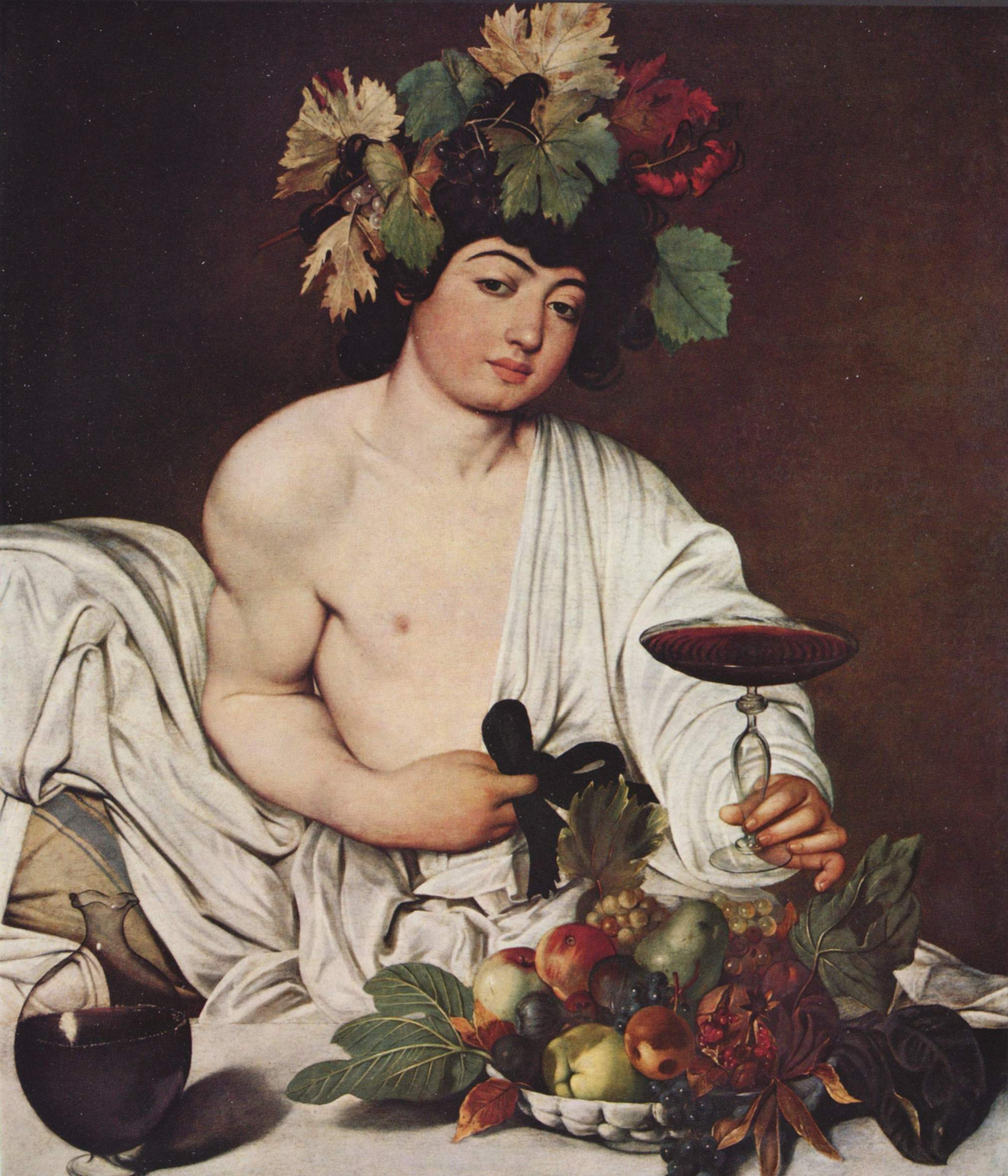
카라바조가 그린 바쿠스

바쿠스(Bacchus)는 로마 신화의 포도주 신이다. 그리스 신화의 디오니소스에 대응한다. 이탈리아에서 바쿠스의 제사가 시작된 것은 기원전 2세기부터이다. 바쿠스를 기리는 행위의 춤으로 바카날리아가 있다.